# 久我誠通
久我 誠通（こが ともみち、1926年（大正15年）11月17日 - ）は、日本の旧・華族、久我家の第38代現・当主。実妹は女優の久我美子。

## 経歴
華族・久我通顕の長男として東京市牛込に生まれる。戦後は日活で映画製作に携わる。
2021年（令和3年）現在の久我家当主で道元禅師生家第37代当主、当道音楽会総裁、俳句結社「鷗座」に所属し俳号は「久我（くが）ともみち」。
2017年（平成29年）、第14回鷗座新風賞を受賞。

## 親族
- 父 久我通顕（貴族院議員、侯爵）
- 母 与志江（日本女子大学校附属高等女学校卒業）[2]
- 妹 久我美子（女優）
- 妹 ます江（今井雄五郎の妻）[9]
- 義弟 平田昭彦（俳優、美子の夫）
- 先妻 和子（増田重雄の娘）[10]
- 後妻 和子（笠羽継二の娘）[10]
  - 長女 三三子（風間敏郎の妻）[10]
  - 次女 菜々子（藤原好美の妻）[10]
  - 三女 咲美子[10]